# جمال‌الدین محمدف
جمال‌الدّین محمدُف (به روسی: Джамаладдин Магомедов؛ به ترکی آذربایجانی: Джамаладдин Магомедов؛ زادهٔ ۱۴ مارس ۱۹۸۹) یک کشتی‌گیر روسیه‌ای کشور جمهوری آذربایجان است. این کشتی‌گیر داغستانی در دستهٔ فوق سنگین کشتی آزاد فعالیت کرده که نایب‌قهرمان مسابقات قهرمانی کشتی جهان در سال ۲۰۱۵ و دارندهٔ مدال برنز دو دوره بازی‌های اروپایی در ۲۰۱۵ و ۲۰۱۹ است. او در المپیک ۲۰۱۶ ریو حضور داشت که با شکست مقابل ترول دلاگنف از گردونه رقابت‌ها حذف شد.